# (47002) Harlingten
(47002) Harlingten est un astéroïde de la ceinture principale.

## Description
(47002) Harlingten est un astéroïde de la ceinture principale. Il fut découvert le 20 octobre 1998 à Caussols par le programme ODAS. Il présente une orbite caractérisée par un demi-grand axe de 2,45 UA, une excentricité de 0,21 et une inclinaison de 2,3° par rapport à l'écliptique.

## Compléments